# Durban-sur-Arize
Durban-sur-Arize ist eine französische Gemeinde mit 179 Einwohnern (Stand 1. Januar 2022) im Département Ariège in der Region Okzitanien. Sie gehört zum Kanton Couserans Est und zum Arrondissement Saint-Girons.

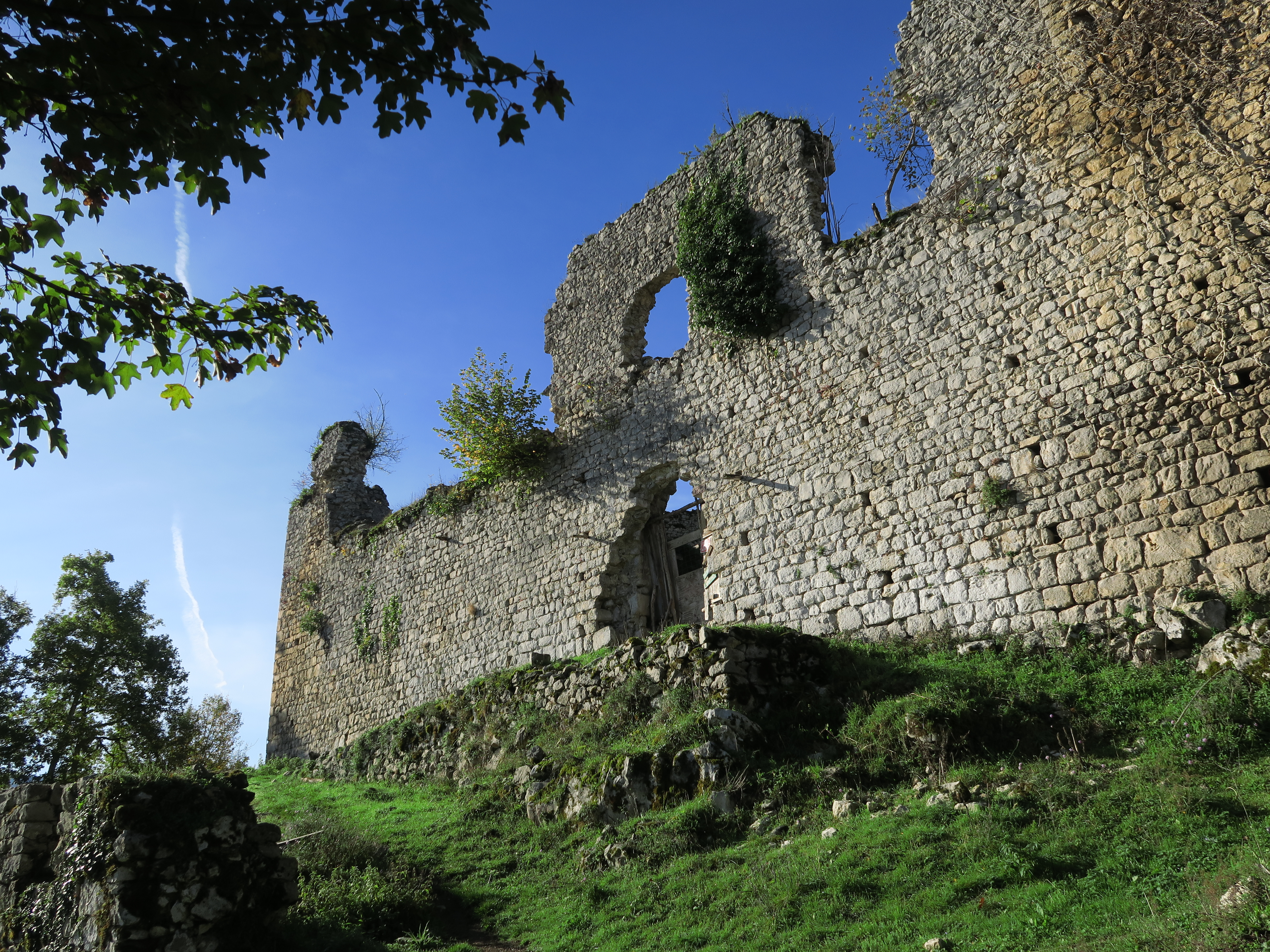
Château de Saint-Barthélémy

Nachbargemeinden sind Le Mas-d’Azil im Norden, Allières im Nordosten, La Bastide-de-Sérou im Osten, Castelnau-Durban im Süden und Montseron im Westen.

## Bevölkerungsentwicklung
| Jahr      | 1962 | 1968 | 1975 | 1982 | 1990 | 1999 | 2008 | 2015 |
| --------- | ---- | ---- | ---- | ---- | ---- | ---- | ---- | ---- |
| Einwohner | 223  | 183  | 154  | 135  | 142  | 135  | 152  | 176  |